# 마싱루이
마싱루이(중국어 간체자: 马兴瑞, 정체자: 馬興瑞, 병음: Mă Xīngruì, 1962년 9월 27일 ~ )는 중국의 정치인이다. 헤이룽장성 솽야산시 출신으로 기계공학자 겸 항공우주 전문가이다. 중국항천과기집단공사의 총지배인 및 당조서기, 공업정보화부 부부장, 중국국가항천국 국장, 국가원자력에너지 기관 주임, 국가국방과학기술공업국 국장, 중국공산당 광둥성위원회 부서기와 정치법률위원회 서기, 광둥성 성장을 지냈다. 현재 중국공산당 중앙정치국 위원 겸 중국공산당 신장 위구르 자치구 당위원회 서기이다. 신장 생산건설단의 초대 정치위원이자 중국공산당 당위원회 제1서기이다. 중국 공산당 제18기, 19기 중앙위원을 거쳐, 현재 제20기 중앙위원회 위원 겸 20기 중앙정치국 위원이다. 마싱루이는 오랫동안 중국의 항공 우주 과학 및 기술 분야에서 일했으며 수년 동안 관련 분야에서 주요 리더십 위치를 차지했다. 2007년에는 국제우주학회의 학자로 선출되었다.